# Jasenové
Jasenové is een Slowaakse gemeente in de regio Žilina, en maakt deel uit van het district Žilina.
Jasenové telt 618 inwoners.